# Vicenza
Vicenza är en stad och kommun i regionen Veneto i norra Italien. Staden är huvudort i provinsen Vicenza. Kommunen hade 110 464 invånare (2022). Och gränsar till kommunerna Altavilla Vicentina, Arcugnano, Bolzano Vicentino, Caldogno, Costabissara, Creazzo, Dueville, Longare, Monteviale, Monticello Conte Otto, Quinto Vicentino och Torri di Quartesolo. Staden har kaserner för Eurogendarmeriet.

## Kända personer från Vicenza
- Roberto Baggio, fotbollsspelare
- Giuseppe De Fabris, skulptör
- Andrea Palladio, arkitekt
- Vincenzo Scamozzi, arkitekt
- Marzia (CutiePie), YouTube-bloggare

## Kultur
Vicenza upptogs på Unescos världsarvslista 1994. Tillsammans med Palladios andra byggnadsverk, se även:

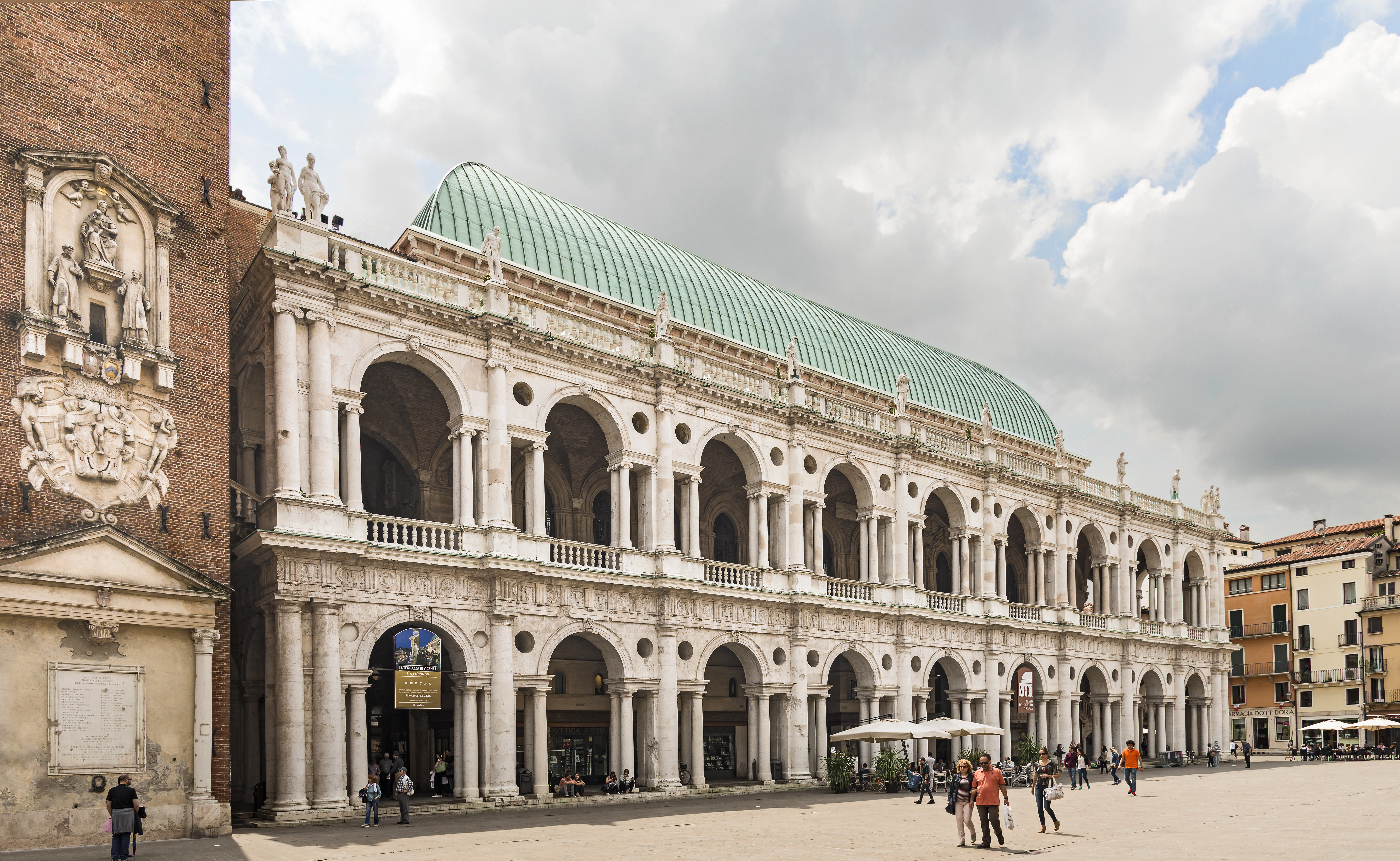
Basilica Palladiana
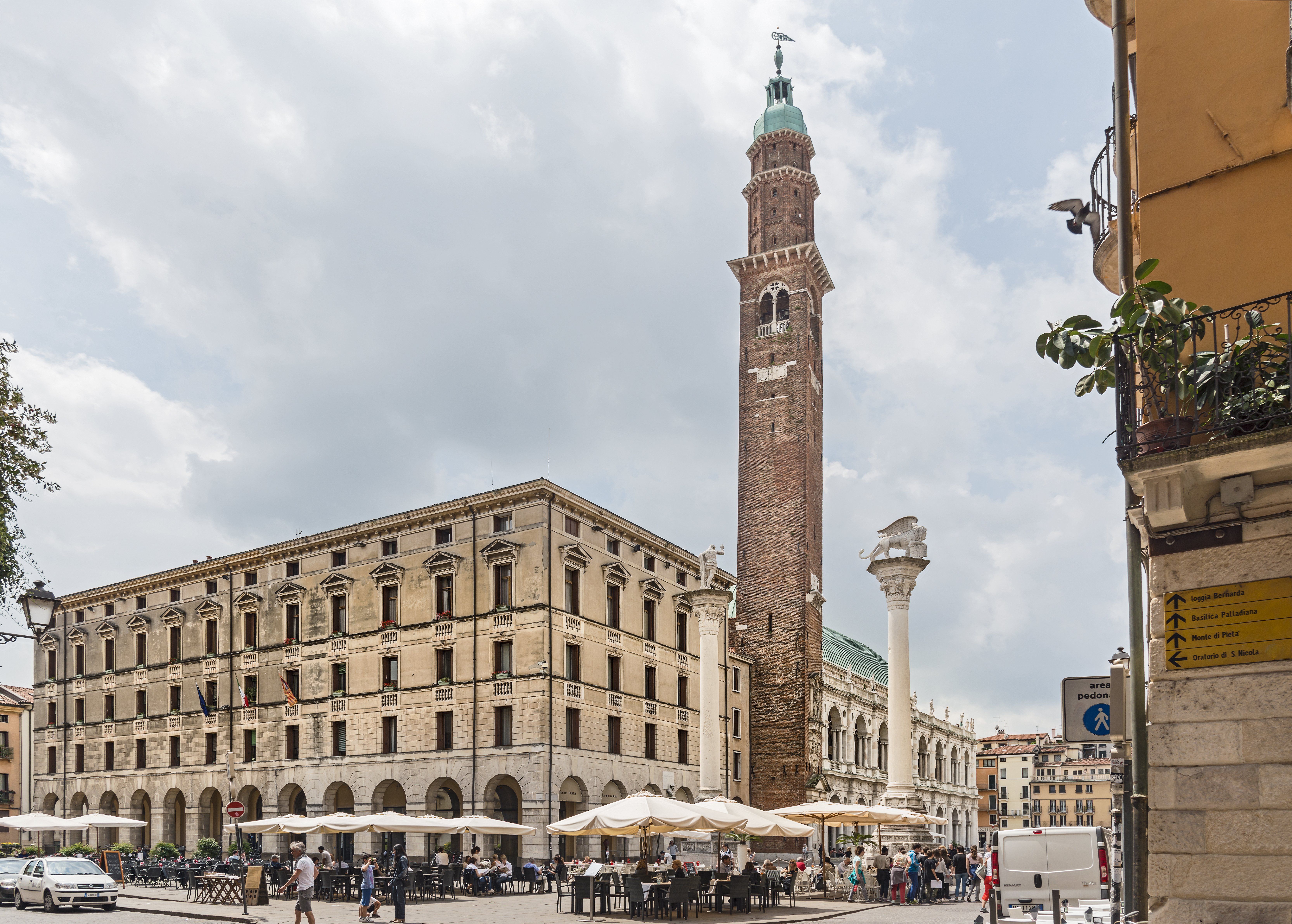
Piazza dei Signori - Torre Bissara - Piazza della Biade
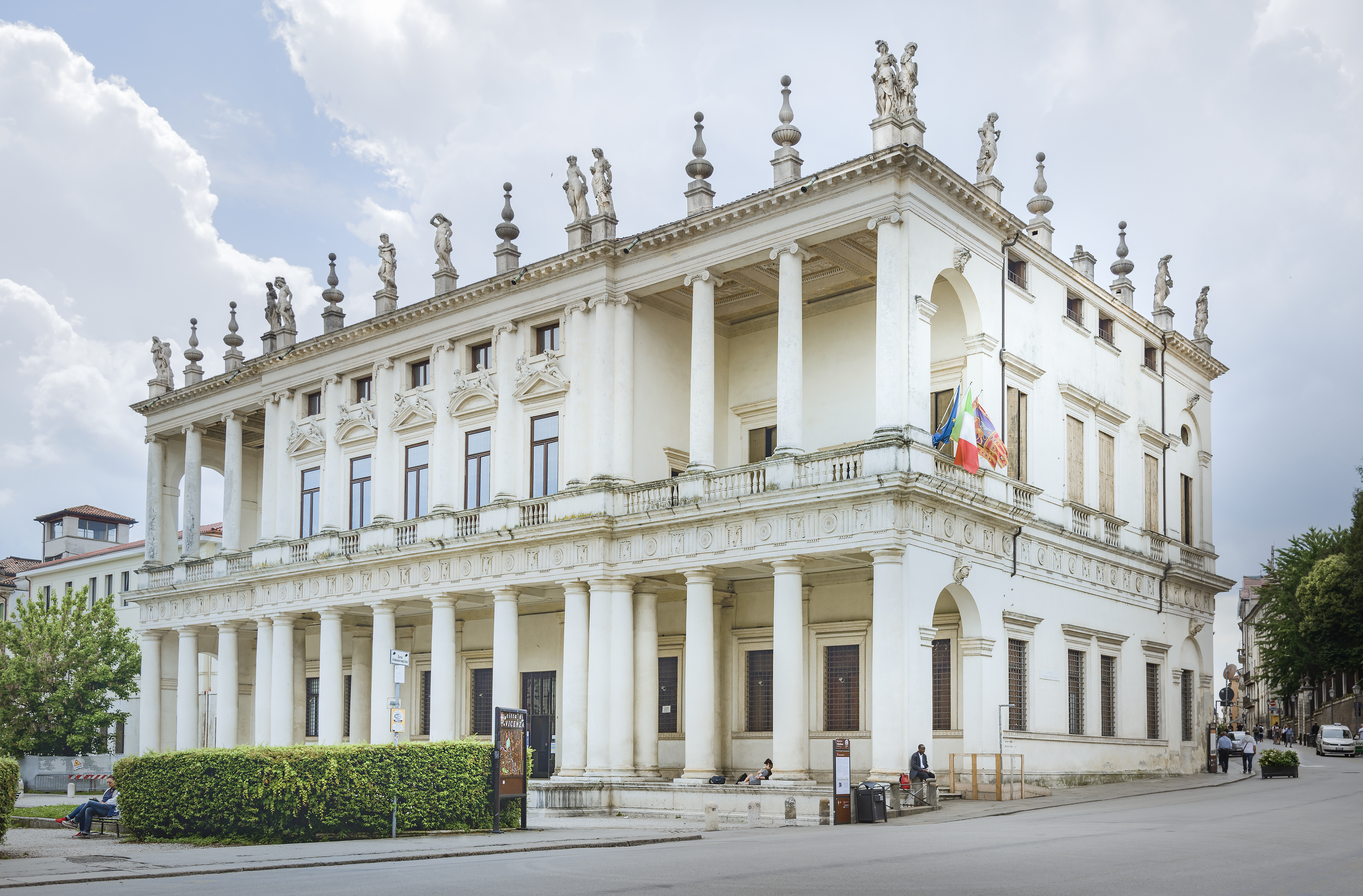
Palazzo Chiericati, ritat av Andrea Palladio
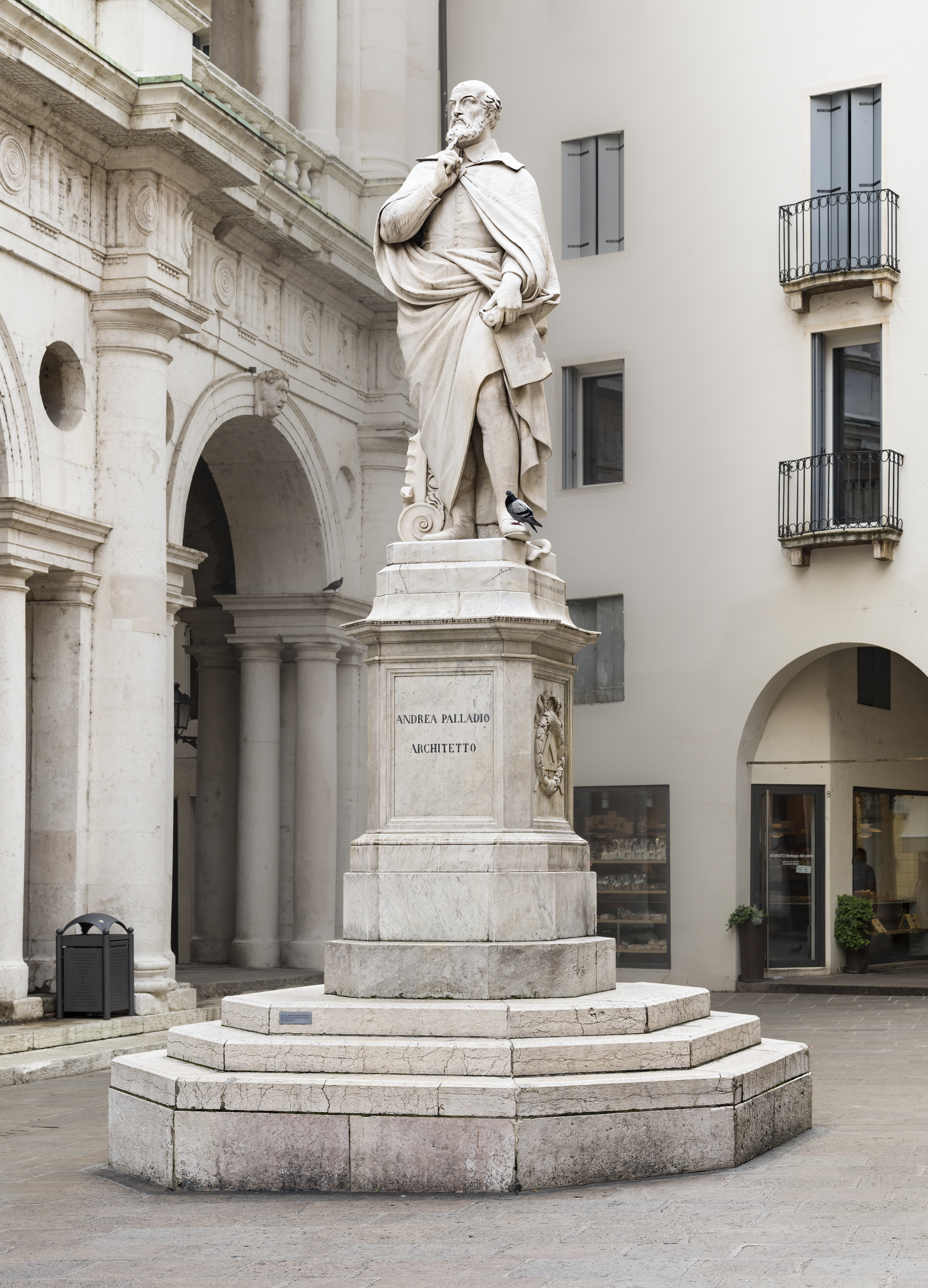
Andrea Palladio
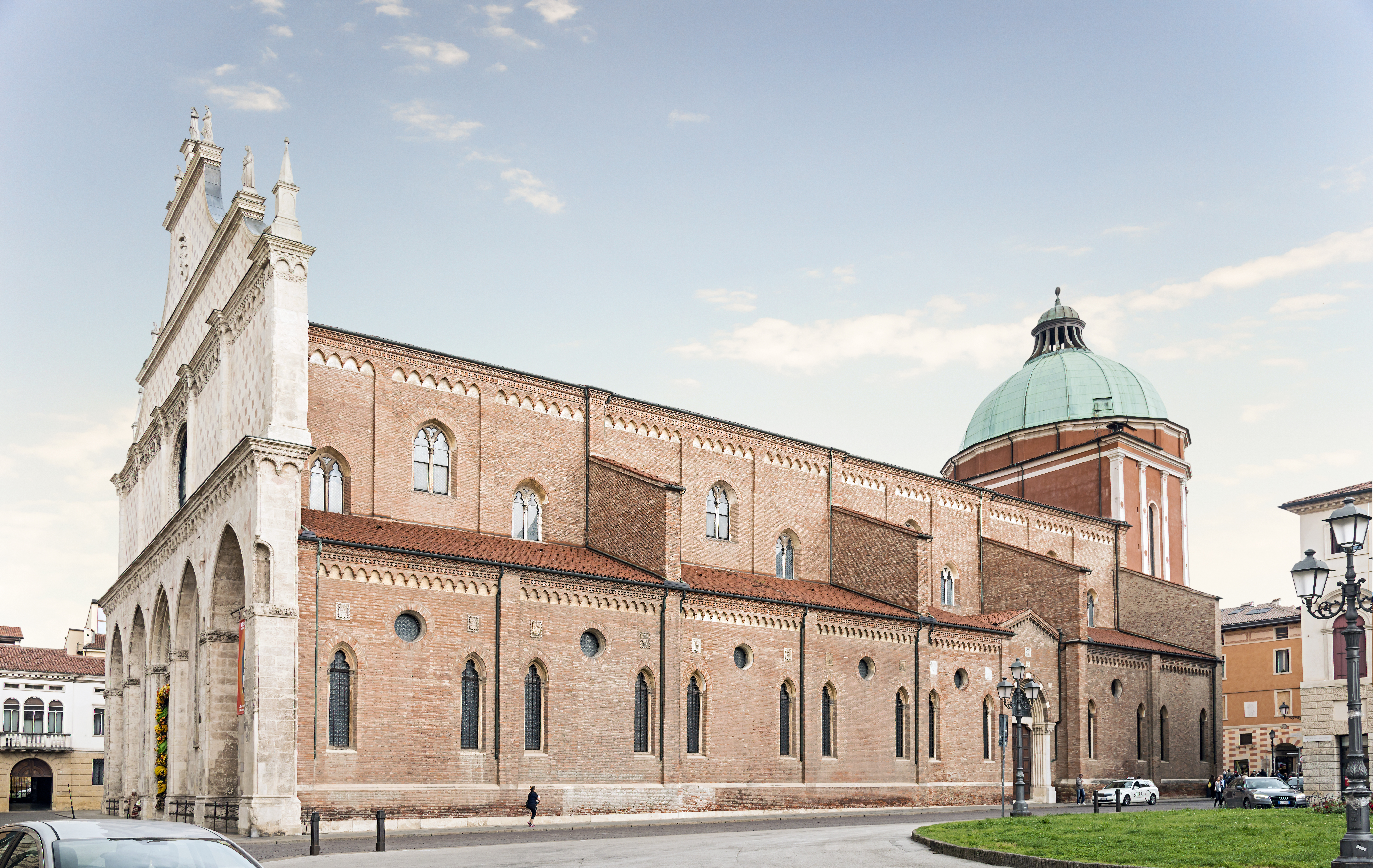
Santa Maria Annunciata

- Palazzo Chiericati
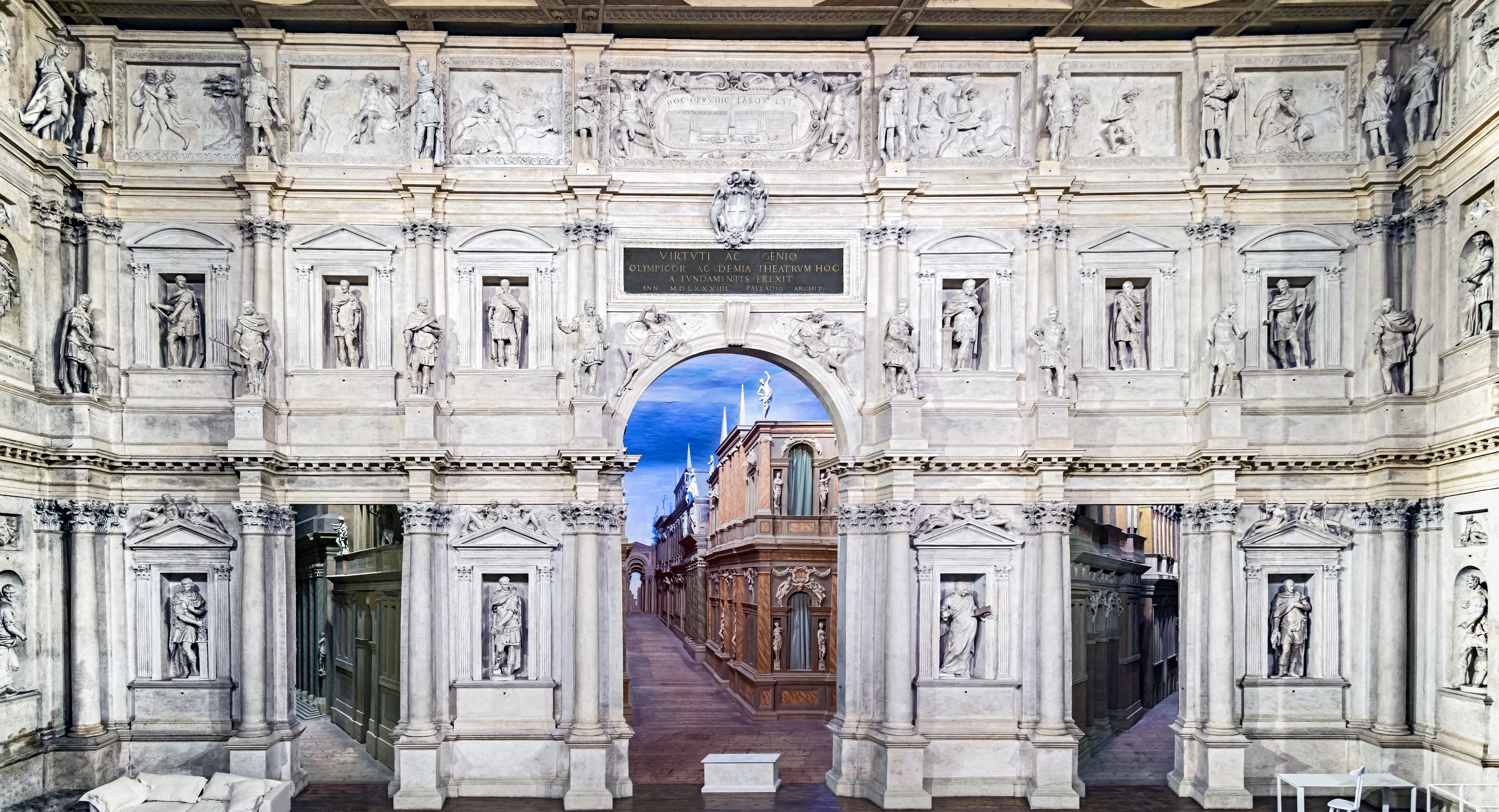
Teatro Olimpico
- Villa Rotonda

- Basilica Palladiana
- Piazza dei Signori - Torre Bissara - Piazza della Biade
- Palazzo Chiericati, ritat av Andrea Palladio
- Andrea Palladio
- Santa Maria Annunciata
- Teatro olimpico